# Elezioni presidenziali in Argentina del 1983
Le elezioni presidenziali in Argentina del 1983 si tennero il 30 ottobre. Queste votazioni videro contrapposti principalmente il radicale Raúl Alfonsín ed il peronista Ítalo Luder. Le elezioni del 1983 diedero il via al ciclo democratico più lungo della storia argentina. Fino ad allora tutte le esperienze democratiche, iniziate nel 1916 con la vittoria del radicale Hipólito Yrigoyen, erano state sistematicamente interrotte da una serie di colpi di stato iniziati con quello del 1930. Il governo costituzionale che si insediò il 10 dicembre 1983 mise fine all'ultima e più sanguinosa dittatura della storia argentina, il cosiddetto Processo di riorganizzazione nazionale, implosa dopo la guerra delle Falkland dell'anno precedente.
Le elezioni si sono svolte secondo il testo costituzionale del 1957, imposto durante la dittatura militare che si autodefiniva Rivoluzione Liberatrice, che prevedeva il suffragio indiretto e un mandato presidenziale di sei anni senza possibilità di rielezione immediata, vennero infatti abrogate le normative introdotte per dalla dittatura militare precedente nel 1972, ed utilizzate per le due elezioni del 1973.
L'elezione fu polarizzata tra i due partiti politici tradizionali della democrazia argentina, l'Unione Civica Radicale (UCR) e il Partito Giustizialista (PJ), che insieme ottennero quasi il 92% dei voti, mentre la terza forza ottenne solo il 2%. Fu la prima elezione presidenziale persa dal Partito Giustizialista.
Alfonsín vinse in 16 dei 24 distretti elettorali (Buenos Aires, Capitale Federale, Catamarca, Chubut, Córdoba, Corrientes, Entre Ríos, La Pampa, Mendoza, Misiones, Neuquén, Río Negro, San Juan, San Luis, Santa Fe e Terra del Fuego, Antartide e Isole dell'Atlantico Sud), mentre Luder in otto (Chaco, Formosa, Jujuy, La Rioja, Santa Cruz, Salta, Santiago del Estero e Tucumán). 

## Risultati
| Candidati                | Candidati                 | Partiti                                                           | Voti       | %     | Delegati |
| Presidente               | Vicepresidente            | Partiti                                                           | Voti       | %     | Delegati |
| ------------------------ | ------------------------- | ----------------------------------------------------------------- | ---------- | ----- | -------- |
| Raúl Ricardo Alfonsín    | Víctor Martínez           | Unione Civica Radicale                                            | 7 724 559  | 51,75 | 317      |
| Ítalo Luder              | Deolindo Bittel           | Partito Giustizialista                                            | 5 995 402  | 40,16 | 259      |
| Oscar Alende             | Mirto Lisandro Viale      | Partito Intransigente                                             | 347 654    | 2,33  | 2        |
| Rogelio Julio Frigerio   | Antonio Salonia           | Movimento di Integrazione e di Sviluppo                           | 177 426    | 1,19  | 2        |
| Francisco Manrique       | Guillermo Belgrano Rawson | Alleanza Federale                                                 | 107 188    | 0,72  | –        |
| Álvaro Alsogaray         | Jorge S Oría              | Unione del Centro Democratico                                     | 62 854     | 0,42  | –        |
| Rafael Martínez Raymonda | René H Balestra           | Partito Democratico Progressista - Partito Socialista Democratico | 50 184     | 0,34  | –        |
| Francisco Cerro          | Arturo Ponsati            | Partito Democratico Cristiano                                     | 46 544     | 0,31  | –        |
| Luis Zamora              | Silvia Díaz               | Movimento per il Socialismo                                       | 42 500     | 0,28  | –        |
| Guillermo Estévez Boero  | Edgardo Rossi             | Partito Socialista Popolare                                       | 21 177     | 0,14  | –        |
| Jorge Abelardo Ramos     | Elisa Margarita Colombo   | Fronte di Sinistra Popolare                                       | 14 259     | 0,10  | –        |
| Gregorio Flores          | Catalina Guagnini         | Partito dei Lavoratori                                            | 13 067     | 0,09  | –        |
| Nessun candidato         | -                         | Patto Autonomista Liberale                                        | 104 052    | 0,70  | 6        |
| Nessun candidato         | -                         | Partido Bloquista de San Juan                                     | 58 038     | 0,39  | 4        |
| Nessun candidato         | -                         | Movimento Popolare Neuquino                                       | 30 546     | 0,20  | 4        |
| Nessun candidato         | -                         | Tres Banderas                                                     | 22 583     | 0,15  | 1        |
| Nessun candidato         | -                         | Movimiento Popular Jujeño                                         | 22 303     | 0,15  | 2        |
| Nessun candidato         | -                         | Partido Renovador de Salta                                        | 18 844     | 0,13  | 1        |
| Nessun candidato         | -                         | Movimiento Federalista Pampeano                                   | 15 298     | 0,10  | 2        |
| Altri <0,10%             | -                         | -                                                                 | 60 783     | 0,41  | –        |
| Totale                   | Totale                    | Totale                                                            | 14 927 512 | 100   | 600      |